# Libertas Pallacanestro Livorno 1991-1992

## Stagione
Nella stagione 1991-1992, avvenne la fusione delle due maggiori società Livornesi: La Libertas Livorno (militante in A1) e la Pallacanestro Livorno (militante in A2). L’opera, mai troppo amata, fu idea di un azionista della PL, Francesco Massimo Querci che acquisì il titolo sportivo della Libertas e iscrisse la nuova società in A1. Nacque così la Libertas Pallacanestro Livorno che ebbe come colore principale l’amaranto tanto caro alla città livornese. 
Nel girone di ritorno, il nuovo sodalizio fu sponsorizzato dalla Baker Rum, mentre nella prima parte delle stagione, sulle maglie comparve solo la scritta Livorno. 
La società arrivò decima in campionato, venendo immediatamente eliminata dai play-off. In Coppa Italia non andò meglio, i Labronici si fermarono ai sedicesimi di finale.

## Roster
Rosa della squadra
|  | Naz.                   | Ruolo | Sportivo          |  |  |  |  |
|  | ---------------------- | ----- | ----------------- |  |  |  |  |
|  | Italia (bandiera)      |       | Emiliano Busca    |  |  |  |  |
|  | Italia (bandiera)      |       | Flavio Carera     |  |  |  |  |
|  | Italia (bandiera)      |       | Tullio De Piccoli |  |  |  |  |
|  | Italia (bandiera)      |       | Giovanni Diana    |  |  |  |  |
|  | Italia (bandiera)      |       | Andrea Forti      |  |  |  |  |
|  | Stati Uniti (bandiera) |       | Vincent Jay       |  |  |  |  |
|  | Italia (bandiera)      |       | Francesco Orsini  |  |  |  |  |
|  | Italia (bandiera)      |       | Tommaso Raffaele  |  |  |  |  |
|  | Italia (bandiera)      |       | Maurizio Ragazzi  |  |  |  |  |
|  | Bahamas (bandiera)     |       | Elvis Rolle       |  |  |  |  |
|  | Italia (bandiera)      |       | Leonardo Sonaglia |  |  |  |  |